# Liste der korporierten Mitglieder des Europäischen Parlaments
Die Liste der korporierten Mitglieder des Europäischen Parlaments verzeichnet diejenigen aktuellen und ehemaligen Mitglieder des Europäischen Parlaments seit 1957 und ihrem Vorgänger der Gemeinsamen Versammlung der EGKS seit 1952, die einer Studentenverbindung oder Schülerverbindung angehören. Parteiangaben beziehen sich jeweils auf die Partei, für die die Mitglieder ins Europäische Parlament gewählt wurden.

## Präsidenten
Folgende Korporierte waren auch Präsidenten des Europäischen Parlaments. Die Sortierung erfolgt nach der Amtszeit als Präsident. Es findet keine doppelte Nennung statt.
| Name                | Amtszeit als Präsident             | Amtszeit als Mitglied | Fraktion im EP | Parteimitgliedschaft bei Wahl | Verbindung | Verbindungstyp                                     | Fechtfrage       | Verband                    | Anmerkungen | Belege      |
| ------------------- | ---------------------------------- | --------------------- | -------------- | ----------------------------- | --- | -------------------------------------------------- | ---------------- | -------------------------- | --- | ----------- |
| Hans Furler         | 1956–1958 der GV, 1960–1962 des EP | 1955–1973             | EVP            | CDU                           | Freiburger Burschenschaft Teutonia | Burschenschaft                                     | schlagend        | DB bis 2013, seit 2016 ADB | 1962–1973 Vizepräsident des EP | [ 1 ] [ 2 ] |
| Robert Schuman      | 1958–1960                          | 1958–1962             | EVP            | MRP?                          | pennale Landsmannschaft Amicitia Luxemburgensis, WKStV Unitas-Salia Bonn, WKStV Unitas München, WKStV Unitas Berlin, WKStV Unitas Straßburg | Schülerverbindung, Christliche Studentenverbindung | nichtschlagend   | verbandsfrei, UV           | | [ 1 ] [ 2 ] |
| Pierre Pflimlin     | 1984–1987                          | 1979–1989             | EVP            | CDS                           | KDStV Staufia Bonn (Ehrenmitglied) | Christliche Studentenverbindung                    | nichtschlagend   | CV                         | 1959–1967 Mitglied der Parlamentarischen Versammlung des Europarats, 1963–1966 Präsident dieser; 1982–1984 Vizepräsident des EP      | [ 1 ] [ 3 ] |
| Klaus Hänsch        | 1994–1997                          | 1979–2009             | S&D            | SPD                           | Corps Silingia Breslau zu Köln | Corps                                              | pflichtschlagend | WSC                        | als einziger Deutscher maßgeblich am Entwurf der Verfassung für Europa beteiligt                                                     | [ 1 ]       |
| Hans-Gert Pöttering | 2007–2009                          | 1979–2014             | EVP            | CDU                           | VKDSt Saxonia Münster | Christliche Studentenverbindung                    | nichtschlagend   | CV                         | 1994–1999 stellv. Vorsitzender der EVP-Fraktion, 1999–2007 Vorsitzender der EVP-ED-Fraktion, 1999–2009 Mitglied im Präsidium der EVP | [ 1 ]       |

## Mitglieder

### Aktuelle Mitglieder
Die Sortierung erfolgt nach dem Beginn der Amtszeit und bei selben Beginn alphabetisch nach dem Nachnamen des EP-Mitglieds.
| Name                | Amtszeit | Fraktion im EP | Parteimitgliedschaft bei Wahl | Verbindung | Verbindungstyp                                                 | Fechtfrage       | Verband                       | Anmerkungen | Belege               |
| ------------------- | -------- | -------------- | ----------------------------- | --- | -------------------------------------------------------------- | ---------------- | ----------------------------- | ----------- | -------------------- |
| Andreas Schwab      | 2004–    | EVP            | CDU                           | KDStV Ripuaria Freiburg im Breisgau | Christliche Studentenverbindung                                | nichtschlagend   | CV                            |             |                      |
| Gerolf Annemans     | 2014–    | PfE            | VB                            | Katholiek Vlaams Hoogstudenten Verbond Antwerpen                                                                                             | Christliche Studentenverbindung                                | nichtschlagend   | KVHV                          |             | [ 4 ]                |
| Jens Gieseke        | 2014–    | EVP            | CDU                           | AV Widkund Osnabrück | Christliche Studentenverbindung                                | nichtschlagend   | CV                            |             | [ 5 ] [ 6 ]          |
| Georg Mayer         | 2014–    | PfE            | FPÖ                           | Corps Vandalia Graz | Corps                                                          | pflichtschlagend | KSCV                          |             | [ 7 ] [ 8 ]          |
| Lukas Mandl         | 2017–    | EVP            | ÖVP                           | ÖkaV Rhaeto-Danubia Wien, Ehrenmitglied der KÖaV Floriana St. Pölten                                                                         | Christliche Studentenverbindung                                | nichtschlagend   | ÖCV                           |             | [ 9 ] [ 10 ]         |
| Markus Buchheit     | 2019–    | PfE            | AfD                           | Corps Pomerania-Silesia zu Bayreuth, Corps Germania München                                                                                  | Corps                                                          | pflichtschlagend | WSC                           |             | [ 11 ]               |
| Roman Haider        | 2019–    | PfE            | FPÖ                           | Pennal-conservativen Burschenschaft Donauhort zu Aschach, Pennalen Burschenschaft Hohenstaufen zu Linz                                       | Schülerverbindung                                              | schlagend        | ÖPR                           |             | [ 12 ]               |
| Tom Vandendriessche | 2019–    | PfE            | VB                            | Katholiek Vlaams Hoogstudenten Verbond Gent                                                                                                  | Christliche Studentenverbindung                                | nichtschlagend   | KVHV                          |             | [ 4 ]                |
| Alexander Jungbluth | 2024–    | PfE            | AfD                           | Alte Breslauer Burschenschaft der Raczeks zu Bonn, Burschenschaft Germania Halle zu Mainz                                                    | Burschenschaft                                                 | pflichtschlagend | DB                            |             | [ 13 ] [ 14 ] [ 15 ] |
| Reinhold Lopatka    | 2024–    | EVP            | ÖVP                           | KÖStV Asciburgia in Oberschützen, KÖStV Festenburg in Hartberg, Ehrenmitglied bei KÖStV Babenberg Graz, Ehrenmitglied bei KAV Capitolina Rom | Christliche Schülerverbindung, Christliche Studentenverbindung | nichtschlagend   | MKV, ÖCV, CV                  |             | [ 16 ] [ 17 ] [ 18 ] |
| Sander Smit         | 2024–    | EVP            | BBB                           | KAV Lovania Leuven | Christliche Studentenverbindung                                | nichtschlagend   | befreundete Verbindung des CV |             | [ 19 ]               |
| Barbara Bonte       | 2024–    | PfE            | VB                            | Nationalistische Studentenvereniging Antwerpen                                                                                               | katholisch-konservative Studentenverbindung                    | nichtschlagend   | NSV                           |             | [ 20 ] [ 21 ]        |

### Ehemalige Mitglieder
Die Sortierung erfolgt nach dem Beginn der Amtszeit und bei selben Beginn alphabetisch nach dem Nachnamen des EP-Mitglieds.
| Name                      | Amtszeit                        | Fraktion im EP                   | Parteimitgliedschaft bei Wahl | Verbindung | Verbindungstyp                                                                              | Fechtfrage                                   | Verband                | Anmerkungen | Belege                             |
| ------------------------- | ------------------------------- | -------------------------------- | ----------------------------- | --- | ------------------------------------------------------------------------------------------- | -------------------------------------------- | ---------------------- | --- | ---------------------------------- |
| Helmut Bertram            | 1952–1953                       |                                  | Zentrum                       | KStV Markomannia Münster, KStV Saxonia München | Christliche Studentenverbindung                                                             | nichtschlagend                               | KV                     | | [ 22 ]                             |
| Martin Blank              | 1952–1957                       | L                                | FDP                           | Corps Franconia Tübingen | Corps                                                                                       | pflichtschlagend                             | KSCV                   | Vorsitzender des Ausschusses für Haushalt und Verwaltung; später FVP, DP                                                         | [ 23 ]                             |
| Heinrich von Brentano     | 1952–1955                       | EVP                              | CDU                           | KStV Rheno-Bavaria München | Christliche Studentenverbindung                                                             | nichtschlagend                               | KV                     | | [ 24 ]                             |
| Günter Henle              | 1952–1953                       | EVP                              | CDU                           | Corps Moenania Würzburg, Corps Teutonia Marburg | Corps                                                                                       | pflichtschlagend                             | KSCV                   | | [ 25 ] [ 26 ]                      |
| Hermann Kopf              | 1952–1961                       | EVP                              | CDU                           | KDStV Hercynia Freiburg im Breisgau | Christliche Studentenverbindung                                                             | nichtschlagend                               | CV                     | |                                    |
| Erwin Müller              | 1952–1955                       | EVP                              | CVP                           | KDStV Badenia (Straßburg) Frankfurt am Main | Christliche Studentenverbindung                                                             | nichtschlagend                               | CV                     | |                                    |
| Hermann Pünder            | 1952–1956                       | EVP                              | CDU                           | AV Rheinstein Köln, KStV Askania Berlin, KStV Urach Freiburg (alles Ehren-mitgliedschaften)                                                                                            | Christliche Studentenverbindung                                                             | nichtschlagend                               | CV, KV                 | |                                    |
| Franz Josef Strauß        | 1952–1956                       | EVP                              | CSU                           | KDStV Tuiskonia München | Christliche Studentenverbindung                                                             | nichtschlagend                               | CV                     | | [ 27 ]                             |
| Richard Jaeger            | 1953–1954                       | EVP                              | CSU                           | KStV Südmark München | Christliche Studentenverbindung                                                             | nichtschlagend                               | KV                     | |                                    |
| Wolfgang Pohle            | 1953–1957                       | EVP                              | CDU                           | Corps Hannovera Göttingen | Corps                                                                                       | pflichtschlagend                             | KSCV                   | später CSU | [ 28 ]                             |
| Walter Eckhardt           | 1954–1956                       | EVP                              | CSU                           | Corps Teutonia Marburg | Corps                                                                                       | pflichtschlagend                             | KSCV                   | | [ 29 ] [ 30 ]                      |
| Josef Oesterle            | 1954–1959                       | EVP                              | CSU                           | KStV Ottonia München | Christliche Studentenverbindung                                                             | nichtschlagend                               | KV                     | |                                    |
| Kurt Georg Kiesinger      | 1956–1958                       | EVP                              | CDU                           | KStV Alamannia Tübingen, KStV Askania Berlin | Christliche Studentenverbindung                                                             | nichtschlagend                               | KV                     | |                                    |
| Gerhard Philipp           | 1957–1958, 1959–1966            | EVP                              | CDU                           | Burschenschaft Germania Freiberg | Burschenschaft                                                                              | pflichtschlagend, heute fakultativ schlagend | DB, heute verbandsfrei | | [ 2 ] [ 32 ] [ 33 ] [ 34 ]         |
| Heinrich Lindenberg       | 1958–1961                       | EVP                              | CDU                           | Burschenschaft Rhenania München | Burschenschaft                                                                              | pflichtschlagend                             | ADB                    | | [ 2 ] [ 35 ] [ 36 ]                |
| Fritz Burgbacher          | 1958–1977                       | EVP                              | CDU                           | KDStV Hasso-Nassovia Frankfurt am Main, KDStV Badenia (Straßburg) Frankfurt am Main, AV Rheinstein Köln, KStV Burgundia Berlin                                                         | Christliche Studentenverbindung                                                             | nichtschlagend                               | CV, KV                 | | [ 37 ] [ 38 ]                      |
| Helmut Schmidt            | 1958–1961                       | S                                | SPD                           | Ehrenmitglied der KVHC Payottenland Leuven | Christliche Studentenverbindung                                                             | nichtschlagend                               | KVHV                   | |                                    |
| Hans Richarts             | 1958–1973                       | EVP                              | CDU                           | WKStV Unitas Rhenania Bonn | Christliche Studentenverbindung                                                             | nichtschlagend                               | UV                     | |                                    |
| Ferdinand Friedensburg    | 1958–1965                       | EVP                              | CDU                           | Verein Deutscher Studenten Marburg | Schwarze Verbindung                                                                         | nichtschlagend                               | VVDSt                  | 1969 Mitbegründer der Ferdinand-Friedensburg-Stiftung                                                                            | [ 39 ]                             |
| Fritz Hellwig             | 1959                            | EVP                              | CDU                           | Marburger Burschenschaft Rheinfranken, Saarbrücker Burschenschaft Germania | Burschenschaft                                                                              | pflichtschlagend                             | DB                     | 1967–1970 Vizepräsident der neu entstandenen Kommission der Europäischen Gemeinschaften                                          | [ 2 ] [ 40 ] [ 41 ] [ 42 ] [ 43 ]  |
| Otto Weinkamm             | 1959–1966                       | EVP                              | CSU                           | KDStV Tuiskonia München (Ehrenmitglied) | Christliche Studentenverbindung                                                             | nichtschlagend                               | CV                     | |                                    |
| Albrecht Aschoff          | 1961–1963                       | L                                | FDP                           | Burschenschaft Alemannia Bonn | Burschenschaft                                                                              | fakultativ schlagend                         | NeueDB                 | | [ 2 ] [ 44 ]                       |
| Hans Dichgans             | 1961–1970                       | EVP                              | CDU                           | KStV Flamberg Bonn | Christliche Studentenverbindung                                                             | nichtschlagend                               | KV                     | |                                    |
| Stefan Dittrich           | 1965–1973                       | EVP                              | CSU                           | KDStV Aenania München | Christliche Studentenverbindung                                                             | nichtschlagend                               | CV                     | 1966/67 Leitung des Ausschusses für Gesundheitsschutz.                                                                           |                                    |
| Gerd Springorum           | 1966–1977                       | EVP                              | CDU                           | Corps Teutonia Marburg | Corps                                                                                       | pflichtschlagend                             | KSCV                   | seit 1971 Vorsitzender des Ausschusses für Energie, Forschung und Atomfragen.                                                    | [ 45 ]                             |
| Linus Memmel              | 1966–1977                       | EVP                              | CSU                           | KStV Normannia Würzburg | Christliche Studentenverbindung                                                             | nichtschlagend                               | KV                     | |                                    |
| Gerhard Koch              | 1970–1973                       | S                                | SPD                           | Corps Borussia Tübingen | Corps                                                                                       | pflichtschlagend                             | KSCV                   | | [ 46 ]                             |
| Gerhard Reischl           | 1971–1973                       | S                                | SPD                           | Burschenschaft Cimbria München | Burschenschaft                                                                              | pflichtschlagend                             | DB                     | | [ 2 ] [ 47 ]                       |
| Isidor Früh               | 1973–1989                       | EVP                              | CDU                           | KDStV Carolingia Hohenheim | Christliche Studentenverbindung                                                             | nichtschlagend                               | CV                     | | [ 48 ]                             |
| Jochen van Aerssen        | 1977–1989                       | EVP                              | CDU                           | KStV Arminia Bonn | Christliche Studentenverbindung                                                             | nichtschlagend                               | KV                     | |                                    |
| Reinhold Bocklet          | 1979–1993                       | EVP                              | CSU                           | KDStV Trifels München | Christliche Studentenverbindung                                                             | nichtschlagend                               | CV                     | | [ 49 ]                             |
| Alfons Goppel             | 1979–1984                       | EVP                              | CSU                           | KStV Erwinia München, KStV Agilolfia Regensburg, KSStV Alemannia München, KStV Ottonia München                                                                                         | Christliche Studentenverbindung                                                             | nichtschlagend                               | KV                     | |                                    |
| Otto von Habsburg         | 1979–1999                       | EVP                              | CSU                           | Oberster Bandinhaber im KÖL, u.a. KÖStV Nibelungia Wien | Christliche Studentenverbindung                                                             | nichtschlagend                               | MKV, CV, ÖCV, KÖL      | | [ 50 ] [ 51 ]                      |
| Wilhelm Hahn              | 1979–1987                       | EVP                              | CDU                           | Verein Deutscher Studenten Tübingen | Schwarze Verbindung                                                                         | nichtschlagend                               | VVDSt                  | | [ 52 ]                             |
| Ulrich Irmer              | 1979–1984                       | LD                               | FDP                           | Akademische Gesellschaft Stuttgardia Tübingen | Schwarze Verbindung                                                                         | nichtschlagend                               | verbandsfrei           | |                                    |
| Kurt Malangré             | 1979–1999                       | EVP                              | CDU                           | KStV Carolingia Aachen (Ehrenmitglied) | Christliche Studentenverbindung                                                             | nichtschlagend                               | KV                     | |                                    |
| Paul Schnitker            | 1979–1984                       | EVP                              | CDU                           | KStV Hansea-Halle Münster | Christliche Studentenverbindung                                                             | nichtschlagend                               | KV                     | |                                    |
| Leo Tindemans             | 1979–1981, 1989–1999            | EVP                              | CVP                           | Ehrenmitglied der KStV Unitas-Breslau zu Köln | Christliche Studentenverbindung                                                             | nichtschlagend                               | KV                     | 1976–1985 erster Präsident der EVP                                                                                               | [ 53 ] [ 54 ]                      |
| Fritz Pirkl               | 1984–1993                       | EVP                              | CSU                           | KDStV Ostmark Nürnberg (Ehrenmitglied) | Christliche Studentenverbindung                                                             | nichtschlagend                               | CV                     | 1984 und 1989 war er Spitzenkandidat seiner Partei zu den jeweiligen Europawahlen                                                |                                    |
| Otto Bardong              | 1984–1989, 1994–1999            | EVP                              | CDU                           | KStV Ketteler Mainz | Christliche Studentenverbindung                                                             | nichtschlagend                               | KV                     | Während seiner zweiten Amtszeit war er als Quästor Mitglied im Präsidium des Europäischen Parlaments.                            | [ 55 ]                             |
| Wolfgang Hackel           | 1985–1989                       | EVP                              | CDU                           | KAV Suevia Berlin | Christliche Studentenverbindung                                                             | nichtschlagend                               | CV                     | |                                    |
| Friedrich Merz            | 1989–1994                       | EVP                              | CDU                           | KDStV Bavaria Bonn | Christliche Studentenverbindung                                                             | nichtschlagend                               | CV                     | | [ 56 ]                             |
| Winfried Menrad           | 1989–2004                       | EVP                              | CDU                           | KStV Burggraf Nürnberg | Christliche Studentenverbindung                                                             | nichtschlagend                               | KV                     | |                                    |
| Michl Ebner               | 1994–2009                       | EVP–ED                           | SVP                           | KStV Rhenania Innsbruck | Christliche Studentenverbindung                                                             | nichtschlagend                               | ÖKV, MKV               | | [ 57 ]                             |
| Peter Kittelmann          | 1994–1999                       | EVP                              | CDU                           | Sängerschaft Borussia Berlin | Musische Studentenverbindung                                                                | fakultativ schlagend                         | DS                     | | [ 58 ]                             |
| Wilfried Martens          | 1994–1999                       | EVP                              | CD&V                          | OV Löwen | Christliche Studentenverbindung                                                             | nichtschlagend                               | KVHV                   | 1959–1960 KVHV Vorsitzender und Mitherausgeber der Studentenzeitschrift Ons Leven; eines der Gründungsmitglieder der EVP         | [ 60 ] [ 61 ] [ 62 ]               |
| Xaver Mayer               | 1994–2004                       | EVP                              | CSU                           | KDStV Carolingia Hohenheim | Christliche Studentenverbindung                                                             | nichtschlagend                               | CV                     | |                                    |
| Frank Vanhecke            | 1994–1999, 2004–2014            | NI, ITS (2004–2007), EFD ab 2011 | VB bis 2011                   | Nationalistische Studentenvereniging | rechtsradikaler, flämisch-nationalistisch gesinnter Studentenverband im belgischen Flandern | nichtschlagend                               | NSV                    | | [ 63 ] [ 64 ]                      |
| Gerfrid Gaigg             | 1995–1996                       | EVP                              | ÖVP                           | KÖStV Austria Wien, AV Austria Innsbruck, KaV Austro-Danubia Linz | Christliche Studentenverbindung                                                             | nichtschlagend                               | ÖCV                    | | [ 65 ]                             |
| Friedrich König           | 1995–2000                       | EVP                              | ÖVP                           | KaV Danubia Wien (Ehrenmitglied) | Christliche Studentenverbindung                                                             | nichtschlagend                               | ÖCV                    | | [ 66 ]                             |
| Milan Linzer              | 1995–1996                       | EVP                              | ÖVP                           | KÖHV Amelungia Wien | Christliche Studentenverbindung                                                             | nichtschlagend                               | ÖCV                    | | [ 67 ]                             |
| Michael Spindelegger      | 1995–1996                       | EVP                              | ÖVP                           | KaV Norica Wien, KÖaV Floriana St. Pölten (Ehrenmitglied), ÖKaV Theresiana (Ehrenmitglied), KÖStV Tuistonia Mödling (Ehrenmitglied)                                                    | Christliche Studentenverbindung                                                             | nichtschlagend                               | ÖCV, MKV               | | [ 68 ]                             |
| Agnes Schierhuber         | 1995–2009                       | EVP                              | ÖVP                           | Ehrenmitglied der CÖStV Arcadia Wien | Christliche Studentenverbindung                                                             | nichtschlagend                               | VCS                    | |                                    |
| Karl Habsburg-Lothringen  | 1996–1999                       | EVP                              | ÖVP                           | Oberster Bandinhaber im KÖL, Ehrenmitglied diverser katholischer Studentenverbindungen, u.a. ÖML Ottonia Linz                                                                          | Christliche Studentenverbindung                                                             | nichtschlagend                               | KÖL                    | | [ 69 ] [ 51 ]                      |
| Wolfgang Jung             | 1996                            | NI                               | FPÖ                           | Pennal-konservative Verbindung Albia Bad Ischl, Akademischen Tafelrunde Wiking zu Wiener Neustadt                                                                                      | Schülerverbindung, schlagende Studentenverbindung                                           | pflichtschlagend                             | ÖPR, verbandsfrei      | | [ 70 ] [ 71 ] [ 72 ] [ 73 ] [ 74 ] |
| Hubert Pirker             | 1996–2004, 2006–2009, 2011–2014 | EVP                              | ÖVP                           | KöStV Gral Klagenfurt, KÖaV Carinthia Klagenfurt | Christliche Studentenverbindung                                                             | nichtschlagend                               | MKV, ÖCV               | | [ 75 ]                             |
| Ursula Stenzel            | 1996–2006                       | EVP                              | ÖVP                           | KÖStV Koinonia Wien (Ehrenmitglied) | Christliche Studentenverbindung                                                             | nichtschlagend                               | VCS                    | mittlerweile in der FPÖ | [ 76 ]                             |
| Rainer Wieland            | 1997–2024                       | EVP                              | CDU                           | Landsmannschaft Ulmia Tübingen | Landsmannschaft                                                                             | pflichtschlagend                             | CC                     | 2009–2024 einer der Vizepräsidenten des EP                                                                                       | [ 77 ] [ 78 ]                      |
| Christian von Boetticher  | 1999–2004                       | EVP-ED                           | CDU                           | Landsmannschaft Slesvico-Holsatia vereinigt mit Landsmannschaft Cheruscia zu Kiel | Landsmannschaft                                                                             | pflichtschlagend                             | CC                     | | [ 79 ]                             |
| Armin Laschet             | 1999–2005                       | EVP                              | CDU                           | KDStV Aenania München, KDStV Ripuaria Bonn | Christliche Studentenverbindung                                                             | nichtschlagend                               | CV                     | | [ 80 ]                             |
| Hans-Peter Mayer          | 1999–2014                       | EVP                              | CDU                           | AV Cheruskia Tübingen | Christliche Studentenverbindung                                                             | nichtschlagend                               | CV                     | |                                    |
| Othmar Karas              | 1999–2024                       | EVP                              | ÖVP                           | KÖStV Ötscherland Scheibbs, KÖHV Sängerschaft Waltharia Wien, KAV Capitolina Rom, KAV Merkenstein Wien                                                                                 | Christliche Studentenverbindung                                                             | nichtschlagend                               | MKV, ÖCV, CV, EKV      | Vizepräsident des Europäischen Parlaments 2012–2014, 2019–2024                                                                   | [ 81 ] [ 82 ]                      |
| Martin Kastler            | 2003–2004, 2008–2014            | EVP                              | CSU                           | WKStV Unitas Franko-Palatia Nürnberg et Erlangen, KDStV Ferdinandea (Prag) Heidelberg (Ehrenmitglied)                                                                                  | Christliche Studentenverbindung                                                             | nichtschlagend                               | UV, CV                 | Vorstand der EVP-Bioethik Arbeitsgruppe                                                                                          | [ 83 ]                             |
| Andreas Mölzer            | 2004–2014                       | ITS in 2007                      | FPÖ                           | Corps Vandalia Graz | Corps                                                                                       | pflichtschlagend                             | KSCV                   | Mitglied des außenpolitischen Ausschusses des Parlaments sowie Stellvertreter des Ausschusses für konstitutionelle Fragen (AFCO) | [ 84 ] [ 85 ]                      |
| Alexander Graf Lambsdorff | 2004–2017                       | ALDE                             | FDP                           | Corps Palatia Bonn | Corps                                                                                       | fakultativ schlagend                         | verbandsfrei           | |                                    |
| Werner Kuhn               | 2009–2019                       | EVP-ED                           | CDU                           | KDStV Staufia Bonn | Christliche Studentenverbindung                                                             | nichtschlagend                               | CV                     | | [ 86 ]                             |
| Franz Obermayr            | 2012–2019                       | EAF, ENF seit 15. Juni 2015      | FPÖ                           | Corps Frankonia Brünn zu Salzburg, Corps Alemannia Wien zu Linz, Corps Germania München, Pennale Burschenschaft Hohenstaufen Linz, Kremser konservative Verbindung Wachovia et Arminia | Corps, Schülerverbindung                                                                    | pflichtschlagend, pennales Fechten           | KSCV, WSC, ÖPR         | bis 14. Juni 2015 fraktionslos; ab November 2012 war er Vorsitzender der Europäischen Allianz für Freiheit.                      | [ 88 ] [ 89 ]                      |
| Marcus Pretzell           | 2014–2019                       | EKR 2016, ENF ab 2016            | AfD bis 2017                  | Corps Saxo-Borussia Heidelberg | Corps                                                                                       | pflichtschlagend                             | KSCV                   | später bei Die Blauen; von 1994 bis 2021 war er Mitglied des Corps Saxo-Borussia Heidelberg.                                     | [ 90 ]                             |
| Lars Patrick Berg         | 2019–2024                       | ID bis 2021                      | AfD bis 2021                  | KDStV Arminia Heidelberg, AV Guestfalia Tübingen | Christliche Studentenverbindung                                                             | nichtschlagend                               | CV                     | seit 2023 Bündnis Deutschland | [ 91 ]                             |
| Karoline Edtstadler       | 2019–2020                       | EVP                              | ÖVP                           | KSMMV Erentrudis (Ehrenmitglied) | christliche Schülerinnen-verbindung                                                         | nichtschlagend                               | verbandsfrei           | | [ 92 ]                             |